# 진주만 (영화)
《진주만》(영어: Pearl Harbor)은 2001년 개봉된 미국의 액션 드라마 전쟁 영화이다. 마이클 베이 감독, 베이와 제리 브룩하이머 제작에 랜들 웰러스가 각본을 썼다. 벤 애플렉, 케이트 베킨세일, 조시 하트넷, 쿠바 구딩 주니어, 톰 시즈모어, 존 보이트, 콜름 피오와 앨릭 볼드윈이 출연한다. 이 영화는 평단으로부터 엇갈리는 평을 받았지만 개봉 첫 주 5,900만 달러의 수익을 벌어들였고, 전세계적으로 4억 5천만 달러의 수익을 기록하며 흥행에 크게 성공하였다.
2002년 미국 아카데미상에서 음향상, 음향효과상, 시각효과상, 주제가상 4개 부문 후보에 올라 음향효과상을 수상했다. 아울러, 골든 래즈베리상에 최악의 작품상을 포함한 6개 부문에 후보 지명되었다. 아카데미상을 수상한 작품이 최악의 작품상 후보에 오르는 이례적인 결과였다.

## 줄거리
2차 세계대전때 레이프(벤 에플렉 분)는 형제처럼 자란 대니(조시 하트넷 분)와 함께 육군 항공대 파일럿이 된다. 레이프는 아름답고 용기있는 해군 간호장교 에벌린(케이트 베킨세일 분)과 사랑에 빠진다. 레이프와 에벌린의 사랑이 무르익기 시작할 무렵, 레이프는 영국공군 비행대대로 이동한다. 그 사이 대니와 에벌린은 하와이 진주만에 배치받는다. 운명은 레이프와 에벌린을 갈라놓는데 그치지 않는다. 어느날 레이프가 죽었다는 전사통지서가 날아오고, 사랑하는 연인과 친구를 잃은 에벌린과 대니는 서로를 의지하고 사랑하게 된다. 그러나 그들이 죽었다고 믿었던 레이프가 살아 돌아온다. 1941년 12월 일본군이 진주만을 기습공격할 때 레이프와 대니는 
P-40을 조종해 필사적으로 일본군과 맞서 싸운다. 진주만 공습 이후 일본 도쿄 공습 작전에 대니와 레이프는 참가하게 되고, 작전 도중 대니는 일본군의 총에 맞아 사망하게 된다.

## 배역
- 벤 애플렉 - 레이프 맥콜레이 중위 (이후 대위) 역
  - 제시 제임스 - 어린 레이프 맥콜레이 역
- 조시 하트넷 - 다니엘 "대니" 워커 중위 (이후 대위) 역
  - 레일리 맥클렌던 - 어린 대니 워커 역
- 케이트 베킨세일 - 해군 간호장교 에블린 중위 역
- 쿠바 구딩 주니어 - 해군 조리병 도리 밀러 상병 역
- 톰 시즈모어 - 얼 상사 역
- 존 보이트 - 프랭클린 D. 루스벨트 대통령 역
- 콜므 포어 - 태평양 함대 사령관 허스밴드 E. 키멜 제독 역
- 마코 이와마쓰 - 야마모토 이소로쿠 제독 역
- 앨릭 볼드윈 - 제임스 해럴드 둘리틀 중령 (이후 대령) 역
- 윌리엄 리 스콧 - 빌리 중위 역
- 이완 브렘너 - 레드 윙클 중위 역
- 댄 애크로이드 - 서먼 함장 역
- 제임스 킹 - 해군 간호장교 베티 바이어 중위 역
- 캐서린 캘르너 - 해군 간호장교 바바라 중위 역
- 제니퍼 가너 - 해군 간호장교 산드라 중위 역
- 마이클 섀넌 - 구즈 우드 중위 역
- 맷 데이비스 - 조 역
- 캐리 히로유키 다가와 - 겐다 미노루 대위 역
- 댄 애크로이드 - 터만 대령 역
- 스콧 윌슨 - 조지 마셜 육군 원수 역
- 그레이엄 백켈 - 체스터 니미츠 제독 역
- 톰 에버렛 - 프랭크 녹스 해군 제독 역
- 토마스 아라나 - 프랭크 잭 플레처 사령관 역
- 피터 퍼스 - 머빈 S. 베니언 중위 역
- 글렌 모샤워 - 윌리엄 홀시 주니어 사령관 역
- 메디슨 메이슨 - 레이먼드 A. 스프루언스 해군 제독 역
- 사라 루 - 해군 간호장교 마사 중위 역
- 킴 코티스 - 해군 잭 리차드 대위 역
- 마이클 슈머스 와일즈 - 마크 밋처 대령 역
- 윌리엄 피츠너 - Mr. 워커 (대니의 아버지) 역
- 스티브 랜킨 - Mr. 맥콜레이 (레이프의 아버지) 역
- 브랜든 로자노 - 아기 대니 맥콜레이 (대니와 에블린의 아들) 역

## 한국판 성우진(SBS) (2005년 8월 13일)
- 안지환 - 레이프 맥컬리(벤 에플렉)
- 김일 - 대니 워커(조시 하트넷)
- 은영선 - 에블린 존슨(케이트 베킨세일)
- 김영선 - 도리스 밀러(쿠바 구딩 주니어) / 레드(이완 브렘너)
- 박일 - 제임스 두리틀(앨릭 볼드윈)
- 황윤걸 - 얼 시스턴(톰 시즈모어) / 니미츠 제독(그레이엄 백켈) / 해군장관(톰 에버렛) / 해군 비행 교관(테드 맥긴리)
- 김용식 - 루스벨트 대통령(존 보이트)
- 민응식 - 키멀(콜름 피오) / 대니의 아버지(윌리엄 피츠너) / 해군(앤드루 브리니아스키)
- 장광 - 서먼(댄 애크로이드) / 베니언 중위(피터 퍼스) / 영국 공군 대장(니콜라스 파렐)
- 이병식 - 잭슨(릴런드 오서) / 부제독(토머스 아라나)
- 최원형 - 조(매슈 데이비스) / 취재 기자(팻 힐리)
- 임채헌 - 구즈 우드(마이클 섀넌) / 안소니(그렉 졸라) / 영국 공군(토니 커런)
- 엄상현 - 빌리 톰슨(윌리엄 리 스콧) / 키멀의 보좌관(래피얼 스바지) / 취사병(가이 토리)
- 우정신 - 베티(제이미 킹) / 어린 대니(레일리 맥클렌던)
- 임은정 - 샌드라(제니퍼 가너)
- 이선호 - 마샤(세라 루)
- 김서영 - 바바라(캐서린 켈너) / 어린 레이프(제시 제임스)